# Slag bij Doiran
De Slag bij Doiran was een slag in de Eerste Wereldoorlog. De strijdende partijen waren aan de ene kant de Britten en Grieken en aan de andere kant de Bulgaren, die verschanst lagen/zaten in hun versterkte posities nabij het Dojranmeer. De Bulgaren wisten alle aanvallen af te slaan en trokken zich vervolgens terug. De slag vond plaats op 18 en 19 september 1918.

## Wat voorafging
De Griekse en de Britse troepen vertrokken van uit hun basis bij Thessaloniki tegelijk met Servische en Franse troepen. De Griekse en Britse troepen onder leiding van George Milne zetten de aanval op de Bulgaarse posities in terwijl de Servische en de Franse troepen onder het bevel van Louis Franchet d'Espérey de Bulgaarse defensie in de Vardar Vallei probeerden te doorbreken. De Griekse en de Britse troepen poogden de Bulgaarse posities in de heuvels boven het meer in te nemen. Dit was niet de eerste keer de bondgenoten Doiran probeerden te veroveren, de Britten waren er tweemaal eerder niet in geslaagd om het in te nemen in 1917. De fortificaties waren goed gebouwd, de Bulgaren waren de eerste maanden van 1916 en begin 1917 bezig geweest de posities te versterken. Het terrein rond het de fortificatie was ruw met veel stenen.
Onderdeel van de verdediging waren de gevaarlijke Pip rand/richel en de grote Couronné.

## De slag
De eerste aanval op de heuvels was door de 22ste en 26ste divisie van het Britse leger met steun van de Kretenzische divisie van het Griekse leger. Op het moment dat zij oprukten richting de heuvels kwamen zij in een kruisvuur dat vanaf de hellingen kwam, en werden teruggedreven met zware verliezen. Daarna vielen ze de Pip rand/richel aan, onder leiding van de 12de divisie uit Cheshire. Vanaf de bunkers op de heuvel werden ze onder vuur genomen door machinegeweren, dit richtte een ware slachting aan onder de geallieerde troepen, slechts 20% tot 30% van de troepen bereikte de loopgraven, de overlevenden gingen verder en veroverden de eerste twee Bulgaarse loopgraven. De aanval was op een slachting uitgelopen en de overlevenden gingen een bijna zekere dood tegemoet.
Terwijl dit gebeurde werd een Grieks regiment teruggedrongen aan de rechterkant. Een divisie uit Zuid Wales had de Grand Couronné bereikt, de laatste verdedigingslinie. De moed van de Welsh was ongelofelijk, zij bestormden de heuvel en probeerden lang de verdediging te komen van de grote Couronné, slechts om afgeslacht te worden. Van het hele bataljon haalden slechts één officier en achttien soldaten het terug naar het kamp. De Bulgaren toonden grote moed tegen de vijand, wiens troepen zes keer groter waren dan hun eigen strijdkrachten.

## Verliezen
De verliezen van de bondgenoten waren enorm: zij verloren rond 20.000 militairen, terwijl de Bulgaren slechts 2.000-5.000 militairen hadden verloren. De reden hiervoor was dat in de nacht van 16 september de bondgenoten de Bulgaarse posities met zware artillerie hadden bestookt (het totale gewicht van de bommen wordt geschat op 30.000 ton). De bondgenoten geloofden dat er weinig overlevenden zouden zijn, maar door de goed geconstrueerde bunkers verloren de Bulgaren slechts 9 militairen en er waren slechts veertig gewonden. Hierdoor bleek de aanval een volledige ramp te worden, aangezien de Griekse en Engelse militairen een gemakkelijke doelwit waren voor de verschanste Bulgaren.

## Terugtrekking
Na een dag vechten was alles wat de bondgenoten hadden bereikt een kleine vooruitgang van de Griekse troepen op rechts. De volgende dag viel de 65ste Brigade de Pip rand/richel aan. De aanval was wederom een nederlaag, waaruit slechts de helft van de soldaten levend terugkwam, maar de aanvallers bereikten de stad van Doiran en een paar heuvels daar boven. Dit betekende weinig tot niets voor de Bulgaren, echter, die daar slechts een klein garnizoen hadden. Na een tijdje werden de Bulgaarse vestingwerken stil en de Griekse en Britse legers rukten op om verlaten Bulgaarse posities aan te treffen. De Servische en Franse legers hadden het Oostenrijks-Hongaarse en Bulgaarse leger in de Vardar vallei verslagen en trokken op naar Doiran. Toen de Duitse adviseurs van de Bulgaren dit vernamen, gaven zij opdracht tot het terugtrekken van het Bulgaarse leger zodat ze niet ingesloten zouden worden.

## Afloop
De bondgenoten bleven dieper doordringen op Bulgaars grondgebied. Sommigen zeiden dat het leger had gemuit en Sofia bedreigde. Op 30 september gaven de Bulgaren zich over aan de bondgenoten in Thessaloniki. Bulgarije had in de oorlog zware verliezen geleden, 87.500 gedode soldaten en 275.000 burgerdoden. De Bulgaren verloren ook al hun land aan de Egeïsche Zee aan Griekenland en enkele gebieden in het noordwesten aan Servië.
Toen generaal Vladimir Vazov (Bulgaarse commandant tijdens de slag) in Londen arriveerde om veteranen te ontmoeten uit de oorlog werd hij met groot respect behandeld met de vlaggen van de regimenten die hadden gevochten in de slag gestreken in zijn eer.